# Побєда (Побєденське сільське поселення)
Побєда (рос. Победа)  — селище Майкопського району Адигеї Росії. Входить до складу Побєденського сільського поселення.
Населення —  921 особа (2015 рік). 